# 東要寺 (東京都新島村)
東要寺（とうようじ）は、東京都新島村式根島にある日蓮宗の寺院。

## 歴史
1889年（明治22年）、新島からの移住者のために、新島の長栄寺の分院として設けられたのが、当寺の起源である。
1954年（昭和29年）、新島の長栄寺から独立し「東要寺」となった。式根島唯一の寺院である。
境内には、ナギやイヌマキの木が自生していることで知られている。現在、東京都の天然記念物に指定されている。

## 文化財
- 東要寺のナギ自生地（東京都指定天然記念物 昭和33年10月7日指定）[3]
- 東要寺のイヌマキ（東京都指定天然記念物 昭和33年10月7日指定）[4]

## 交通アクセス
- 野伏港より徒歩22分。